# Furcraea cabuya

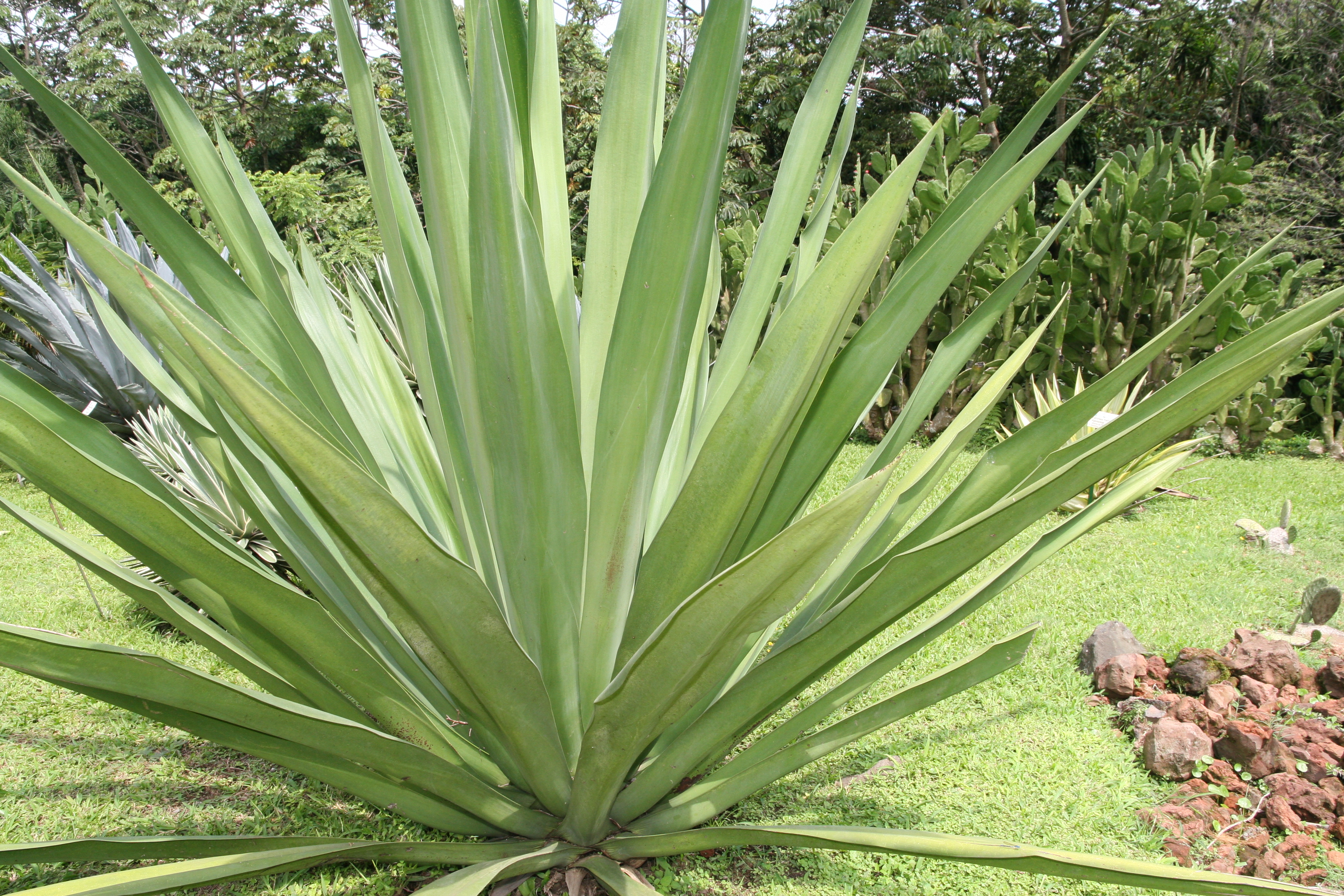
Ejemplar de Furcraea cabuya

Furcraea cabuya es una especie de planta suculenta perteneciente a la familia Asparagaceae. Las fibras obtenidas de sus hojas, conocidas como cabuya o fique (del muysca fique), se usan para la elaboración de cuerdas, costales, textiles entre otros.

## Distribución
Es nativa de la región neotropical, desde México hasta Colombia y Venezuela el norte de Suramérica.

## Descripción
F. cabuya es una hierba perenne, monocárpica, suculenta. Posee hojas lanceoladas, cóncavas, rígidas, con bordes finamente dentados. Su inflorescencia es una panícula sobre un escapo. Sus flores son pediceladas, hermafroditas, actinomorfasa; y a menudo reemplazadas por bulbillos. Posee brácteas pequeñas y membranosas. Su perianto es tubuloso-campanulado. Su fruto se compone de una cápsula con numerosas semillas.